# Beaune-la-Rolande
Beaune-la-Rolande – miejscowość i gmina we Francji, w Regionie Centralnym, w departamencie Loiret.
Według danych na rok 1990 gminę zamieszkiwało 1877 osób, a gęstość zaludnienia wynosiła 91 osób/km² (wśród 1842 gmin Regionu Centralnego Beaune-la-Rolande plasuje się na 209. miejscu pod względem liczby ludności, natomiast pod względem powierzchni na miejscu 639.).